# Оберто (опера)
«Оберто, граф ди Сан-Бонифачо» — первая опера Джузеппе Верди (в 2 действиях, 5 картинах). Создавалась на протяжении четырёх лет на  либретто Темистокле Солера (которое, в свою очередь, базировалось на либретто Антонио Пьяццы под названием «Рочестер»).
Премьера состоялась в миланском театре Ла Скала 17 ноября 1839 года. Постановка оказалась успешной, и театральный импресарио Бартоломео Мерелли подписал с молодым композитором контракт ещё на две оперы.

## История создания
В свои студенческие годы, в Милане, Джузеппе Верди присоединился к музыкальному миру этого города, что должно было в дальнейшем дать ему возможность пользоваться полезными связями. Его учитель Лавинья ввёл Верди в Филармоническое общество, где он в 1834 году дирижировал при исполнении произведения Гайдна Сотворение мира, а также оперы Россини Золушка в последующем году. В 1836 году Верди написал кантату в честь герцога Фердинанда ко дню его рождения. Эта кантата была одобрена, однако герцог не заплатил Верди и не отблагодарил его.
Но это произошло уже после того, как в 1835 году Верди вернулся в свой родной город Буссето, где должен был в течение 3 лёт отработать стипендию городка дирижёром коммуны. В переписке 1835—1837 годов между Верди и Мазини, руководителем Филармонического общества Милана, говорится о подготовке Верди оперы, которую ему заказал Мазини. Опера создавалась на предоставленное Мазини либретто миланского журналиста Антонио Пиаццы. Это либретто носило название Рочестер. Композитор надеялся, что опера будет поставлена в Парме.
Однако в Парме не захотели ставить работу неизвестного композитора, и ему пришлось работать над ней для Милана. В 1839 году, после выполнения только двух с половиной лет контракта, Верди вернулся в Милан из-за некоторых разногласий с буссетскими жителями. Хотя Оберто и основывался первоначально на Рочестере, исследователями творчества Верди обсуждается, насколько опера соответствует позже переработанному первоисточнику.
В воспоминаниях 1881 года Верди описывает, как после возвращения в Милан в 1838 году, он встретился с импресарио театра Ла Скала Бартоломео Мерелли, который услышал, как оперная певица хвалила музыку, создаваемую Верди к Оберто. Мерелли предложил композитору поставить Оберто в течение театрального сезона 1839 года, а также сыграть ещё 13 раз после премьерного показа.

## Роли
| Роль                           | Голос         | Исполнитель на премьере, 17 ноября 1839 года (Дирижёр: Эудженио Каваллини) |
| ------------------------------ | ------------- | -------------------------------------------------------------------------- |
| Оберто, граф ди Сан-Бонифачоo  | бас           | Иньяцио Марини                                                             |
| Леонора, его дочь              | сопрано       | Антоньетта Марини-Раиньери                                                 |
| Куница, сестра герцога Эзелино | меццо-сопрано | Мэри Шо                                                                    |
| Имельда, наперсница Куницы     | меццо-сопрано | Мариэтта Сакки                                                             |
| Рикардо, граф Скалигерра       | тенор         | Лоренцо Сальви                                                             |
| Лорды, леди, слуги             |               |                                                                            |

## Сюжет
Время действия: 1228 год
Место действия: Северная Италия
До начала действия: Оберто, граф ди Сан-Бонифачо введёт борьбу с родом Скалигера. Он проигрывает, и ему приходится бежать в Мантую. Тем временем, его дочь Леонора была соблазнена, а затем брошена Рикардо, графом Скалигера, а теперь он собирается жениться на сестре Эдзелино Кунице. Леонора собирается отомстить ему.

### Действие 1
Сцена 1: Сельская местность неподалёку от Бассано
Хор приветствует Рикардо, прибывшего во дворец к герцогу Эдзелино. Он поёт о своей радости, приносимой ему предстоящей свадьбой с Куницей (Son fra voi! Già sorto è il giorno…Già parmi udire il fremito — «Вот я среди вас! Занялся день, и мои желания скоро сбудутся»). Все уходят в замок. Появляется Леонора, поклявшаяся отомстить Рикардо за то, что он бросил её. Она поёт о своей обманутой любви и невинных днях, отнятых у неё (Sotto il paterno tetto…Oh potessi nel mio core- Под крышей отцовского дома мне явился ангел любви и красоты"). Она уходит в деревню.
Сцена 2: Рядом с замком Бассано
Тем временем, Оберто тайно возвращаетя из изгнания, однако он не уверен в местонахождении своей дочери. Затем возвращается Леонора, и отец и дочь воссоединяются. Первоначально они изумлены. Но первоначальный гнев Оберто по поводу действий его дочери смягчается, и они строят планы по срыву свадьбы.
Сцена 3: Комната во дворце Эдзелино
Хор славит счастливую невесту. Однако, Куница, оставшись наедине с Рикардо, говорит, что её терзают предчувствия, и она грустна, несмотря на всю её любовь к Рикардо (Questa gioia che il petto m’innonda — «Радость, которая наполняет мою грудь, смешивается с непонятным страхом»).
После того, как пара покидает комнату, появляется Леонора. Имельда пытается выяснить, что привело в зал незнакомку, и, не добившись ответа, вызывает Куницу. Леонора говорит, что её отец также во дворце, и, после того, как он появляется, рассказывает Кунице о предательстве Рикардо. Куница соглашается помочь им.
Затем она прячет Оберто и приглашает гостей и Рикардо присоединится к себе. Она представляет Леонору Рикардо и обвиняет своего возлюбленного в неверности. Рикардо сам обвиняет Леонору в том же, вследствие чего Оберто раскрывает себя и вызывает того на дуэль.

### Действие 2
Сцена 1: Личные покои Куницы
Куница одна, но появившаяся Имельда сообщает, что Рикардо желает видеть её хозяйку. Следует ария, в которой Куница сетует на потерянную любовь (Oh, chi torna l’ardente pensiero — «О, кто вернёт горячие помыслы?»), а затем она говорит Имельде, что та должна сообщить Рикардо, что он должен вернуться к Леоноре. Она уверена (Più che i vezzi e lo splendore — «Голос сверкающей честности влияет больше на мою душу»), что делает правильный выбор.
Сцена 2: Отдалённое место около садов замка
Собравшиеся придворные рыцари выражают Леоноре свою симпатию. После их ухода появляется Оберто и ждёт своего врага. Он собирается мстить: (Ария: L’orror del tradimento — «Отвращение к предательству»). Вновь пришедшие рыцари говорят ему, что Куница заступилась за него перед Эдзелино, и ему вернули все его права, но мысли Оберто по прежнему сосредоточены на мести. Наконец, прибывает Рикардо и бьётся с Оберто, но вскоре их прерывают Куница и Леонора. Принцесса настаивает на том, что Рикардо должен признать вину и жениться на Леоноре, и тот соглашается. Однако Оберто всё ещё хочет дуэли и договаривается с Рикардо о встрече в лесу. Оберто удаляется на поединок. За сценой слышен шум поединка, а затем прибывает Рикардо. Он убил Оберто (Ария: Ciel che feci? — «Боже, что я сделал?») и полон раскаяния. Имельда и Куница сообщают, что Леонора оплакивает отца. Позже прибывает письмо Рикардо, где он сообщает, что покинул страну и оставил всё своё имущество Леоноре. В отчаянии девушка решает принять постриг.